# Guilherme VII de Montpellier

Brasão de Armas da casa de Montpellier.

Guilherme VII de Montpellier (c. 1130 Castelo de Gallargues, Montpellier — 1172) foi o 3º senhor de de Montpellier, França .

## Relações familiares
Foi filho de Guilherme VI de Montpellier, senhor de de Montpellier e de Sibila de Saluzzo, filha de Bonifácio del Vasto e de Alice de Saboia.
Casou com Matilde de Borgonha  (1100 —?), filha de Hugo II, Duque da Borgonha e de Matilde de Turenne, de quem teve:
1. Guilherme VIII de Montpellier senhor de Montpellier (1140 — 9 de Novembro de 1202), casou por duas vezes, a primeira em 1140 com Eudóxia Comnena, filha de Isaac Comneno e de Irene Diplesinadena, a segunda em 1187 com Inés Gomez de Manzanedo (1140 —?)
2. Guilherme de Montpellier casada com Raimundo I de Anduze
3. Adelaide de Montepllier casada com Jofre II de Rocaberti.
4. Sibila de Montpellier casada com Raimundo Gaucelm de Lunel.
5. Maria de Montpellier (1160 -?) casada com Aymery de Guilhem, Senhor de Clermont-Lodève.
6. Clemência de Montpellier casada com Rostaing de Sabran.
7. Guido de Montpellier.
8. Bergundion de Montpellier casado com Adalaicie de Colnas.